# Diaethria

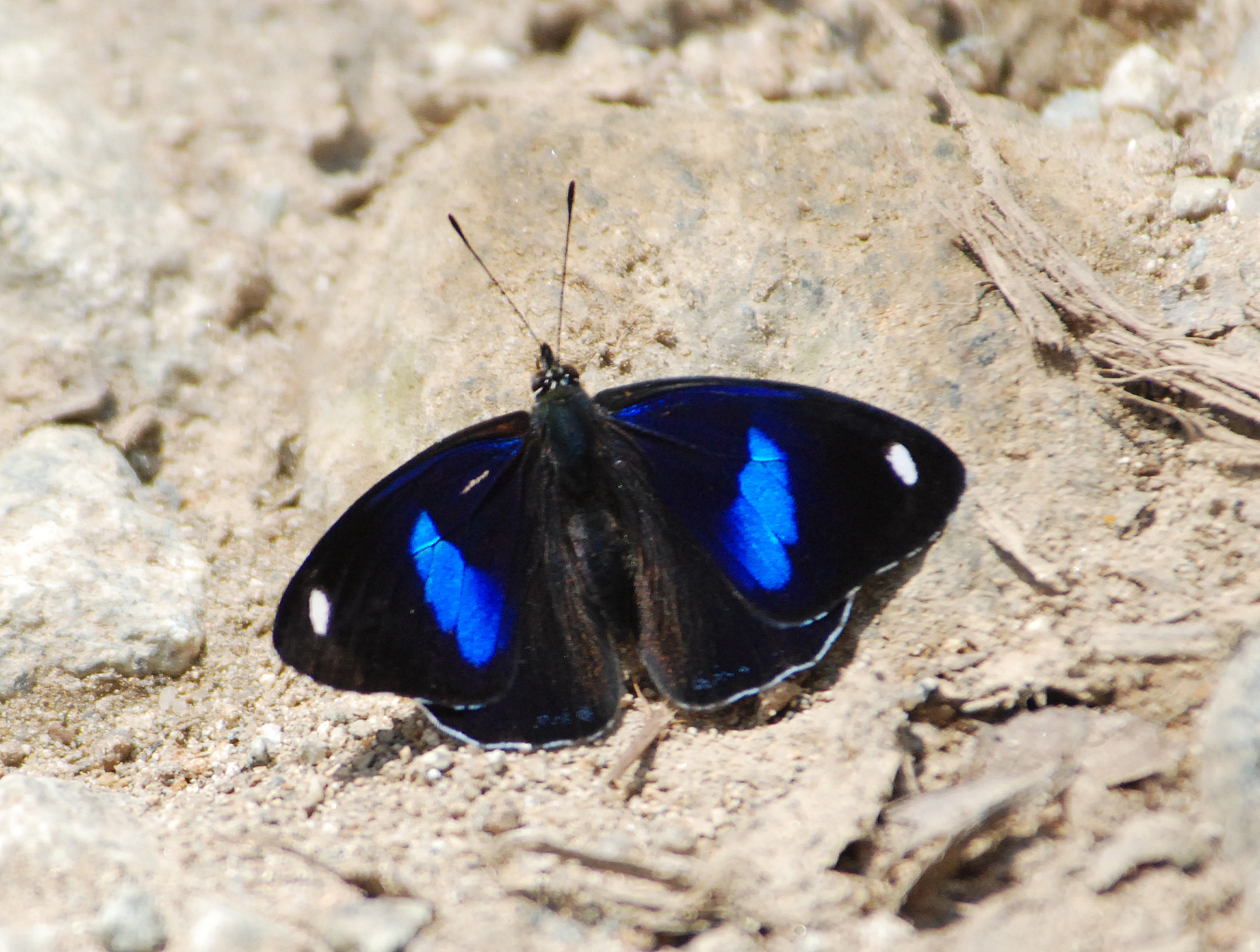
Faded Eighty-eight (D. astala)

Diaethria là một chi bướm ngày tìm thấy ở Neotropical Ecozone, từ Mexico đến Paraguay.

## Species
Xếp theo alphabet.
- Diaethria anna  – Anna's Eighty-eight
- Diaethria astala (Guérin-Méneville, 1844) – Faded Eighty-eight, Navy Eighty-eight
- Diaethria asteria (Godman & Salvin, 1900)
- Diaethria candrena (Godart, 1824) – Candrena Eighty-eight or Number Eighty
- Diaethria clymena (Cramer, 1775) – Cramer's Eighty-eight
- Diaethria eluina (Hewitson, 1852) – Eluina Eighty-eight
- Diaethria euclides (Latreille, 1809)
- Diaethria eupepla (Godman & Salvin, 1874)
- Diaethria gabaza (Hewitson, 1852)
- Diaethria gueneei (Röber, 1914)
- Diaethria lidwina
- Diaethria metiscus
- Diaethria neglecta Salvin, 1869
- Diaethria panthalis
- Diaethria pavira
- Diaethria phlogea (Godman & Salvin, 1868)

## Hình ảnh

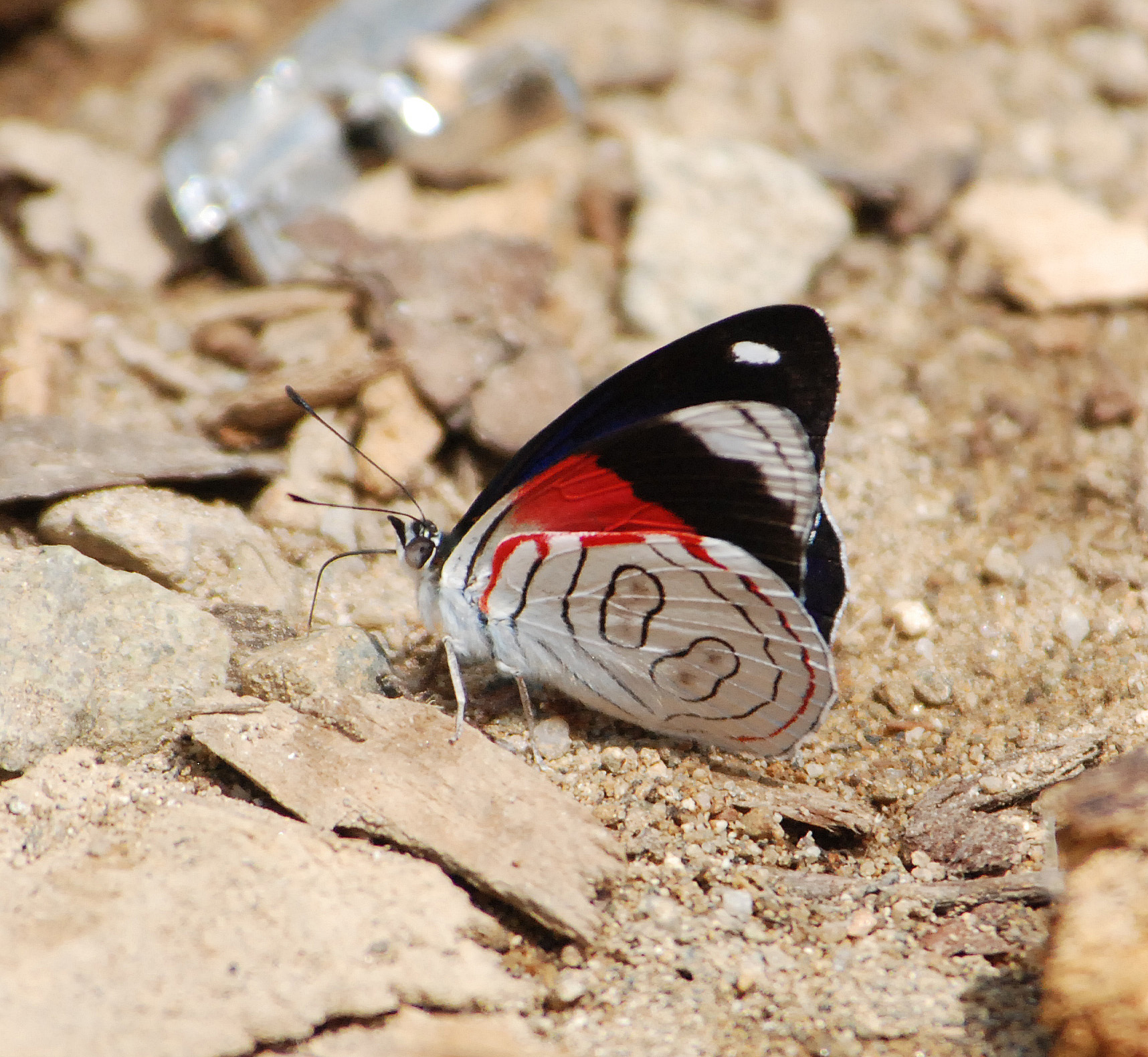
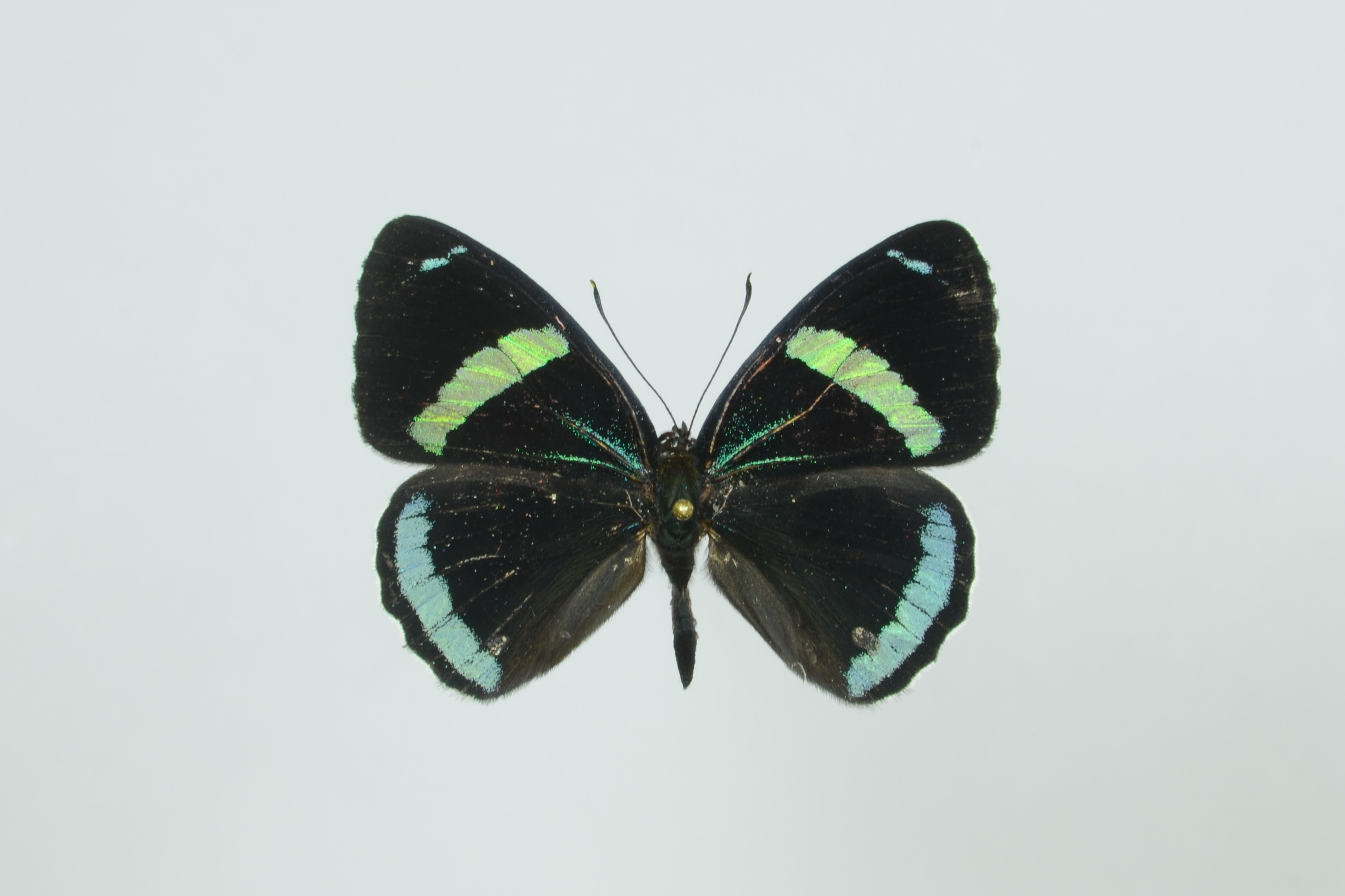
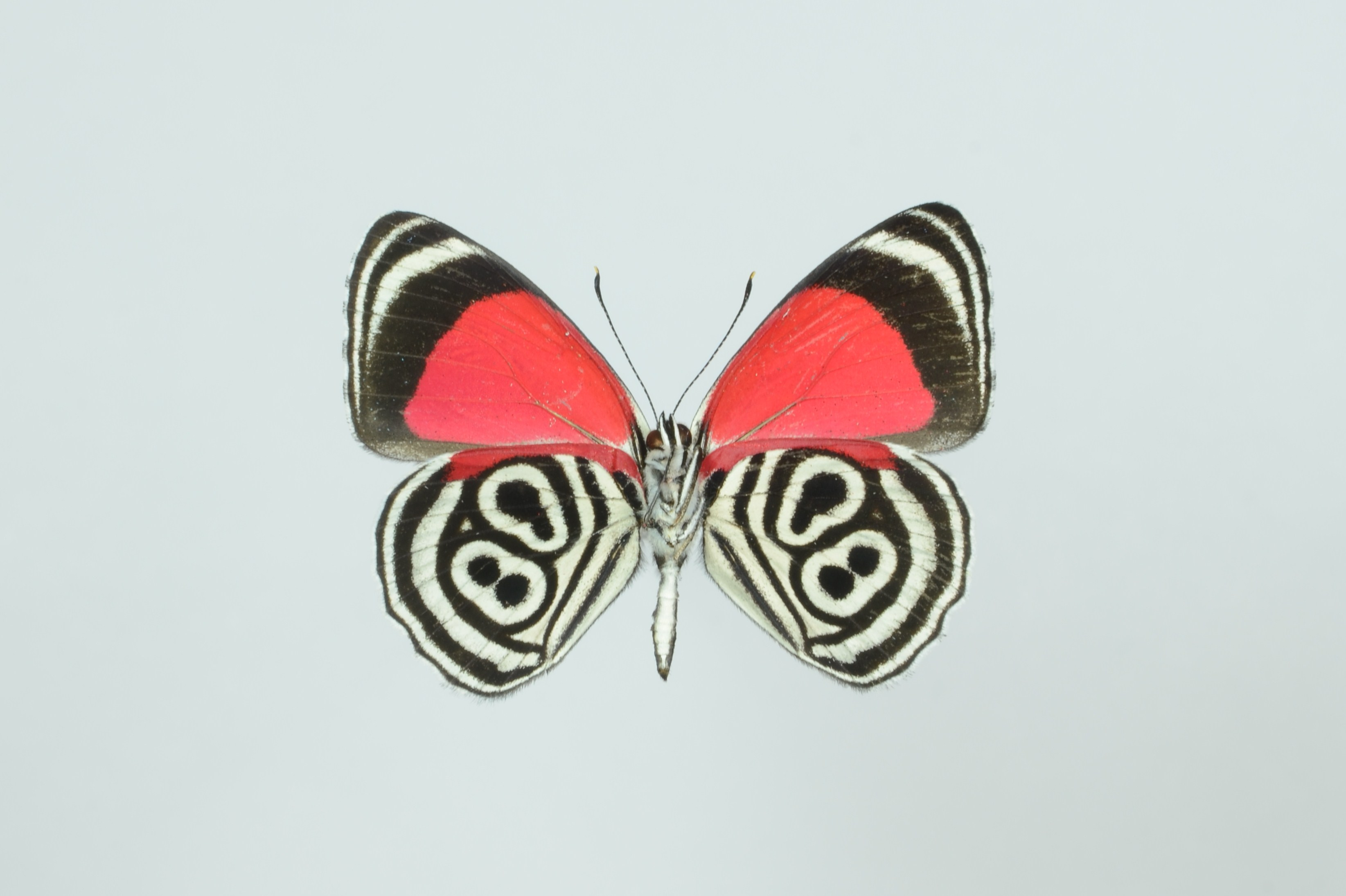
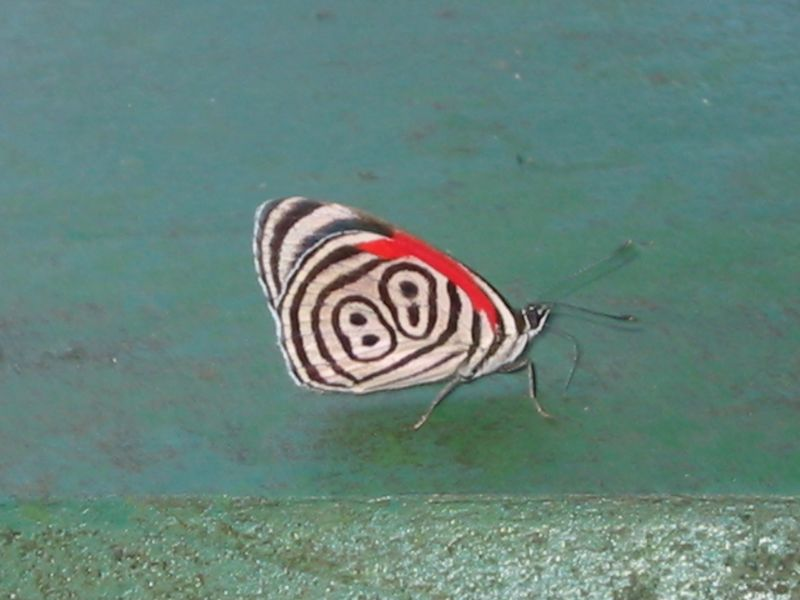